# مارك كوكورييا
مارك كوكورييا ساسيتا (بالإسبانية: Marc Cucurella Saseta) (22 يوليو 1998 بأليلا في إسبانيا - ) هو لاعب كرة قدم إسباني يلعب كظهير أيسر لنادي النصر السعودي ‌المنتخب الإسباني.

## وصلات خارجية
- مارك كوكورييا على موقع الاتحاد الأوربي (الإنجليزية)
- مارك كوكورييا على موقع إي إس بي إن إف سي (الإنجليزية)
- مارك كوكورييا على موقع قاعدة بيانات كرة القدم.إي يو (الإنجليزية)
- مارك كوكورييا على موقع ناشيونال فوتبول تيمز (الإنجليزية)
- مارك كوكورييا على موقع Soccerbase.com (لاعب) (الإنجليزية)
- مارك كوكورييا على موقع Soccerway.com (الإنجليزية)
- مارك كوكورييا على موقع عالم كرة القدم.نت (الإنجليزية)
- مارك كوكورييا على موقع أوليمبيديا (الإنجليزية)
- مارك كوكورييا على موقع AS.com (الإسبانية)